# El Sembrador
El Sembrador (le Semeur), és el cant oficial de la Universitat Lliure de Brussel·les. Fou escrit per George Garnir l'any 1890 per petició dels estudiants que no volien l'himne La marche des étudiants de Wittmeur, professor, basant-se en conflictes que els oposaven a aquest i a les autoritats universitàries. La música va ser composta per Charles Mélant.
Harmonització: Robert Ledent (couplet + refrain)
Du travail, du plaisir,

C'est pour nous que se lève

La moisson d'avenir;

Ami de la science,

Léger, insouciant,

Et fou d'indépendance

Tel est l'étudiant !

Refrain:

Frère, chante ton verre

Et chante la gaieté,

La femme qui t'est chère

Et la fraternité.

À d'autre la sagesse,

Nous t'aimons, Vérité,

Mais la seule maîtresse,

Ah, c'est toi, Liberté !

Refrain

Aux rêves de notre âge,

Larges, ambitieux,

S'il était fait outrage

Gare à l'audacieux !

Si l'on osait prétendre

À mettre le holà,

Liberté, pour défendre

Tes droits, nous serions là !

Refrain

Une aurore nouvelle

Grandit à l'horizon;

La Science immortelle

Éclaire la Raison.

Rome tremble et chancelle

Devant la Vérité;

Serrons-nous autour d'elle

Contre la papauté !